# جيريمي خان
جيريمي خان (بالإنجليزية: Jeremy Kahn)‏ هو رياضياتي أمريكي، ولد في 26 أكتوبر 1970.